# Regatul Frizon
Regatul Frizian sau Magna Frisia a fost un regat întemeiat în 600 d.Hr. de frizoni, situat pe teritoriul actual al Olandei și nordului Germaniei. Regatul a devenit parte a Imperiului Franc după bătălia de pe râul Boarn din 734.

## Istoric

### Marile Migrații
În timpul Marilor Migrații, frizonii antici, triburi germanic, s-au așezat în nordul și vestul teritoriului actual al Țărilor de Jos. Frizonii erau organizați în triburi, care s-au unit într-un regat ce și-a atins maxima întindere și putere în a doua jumătate a secolului al VII-lea.

### Războaiele cu francii

#### Aldgisl

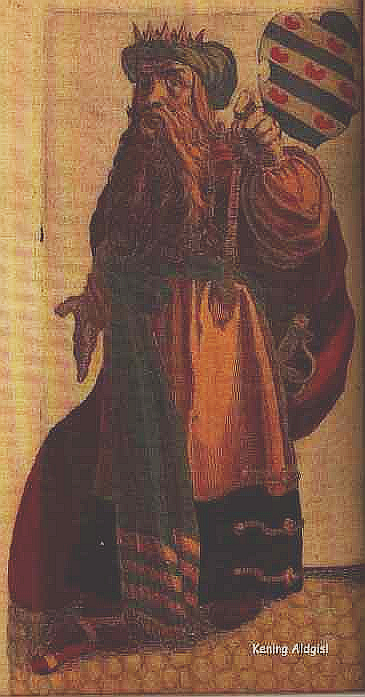
Regele Aldgisl, pictat într-o cronică olandeză din 1862

Sub domnia regelui Aldgisl⁠(en)[traduceți], frizonii au intrat în conflict cu Ebroin⁠(fr)[traduceți], mareșal al palatului al regatului Franc, de a lungul vechilor fortificații romane de graniță. Aldgisl i-a ținut la distanță pe franci cu ajutor armatei sale. În 678, el îl întâlneste pe episcopul englez Wilfrid, care, ca și el, nu îi agrea pe franci.

#### Redbad

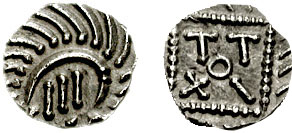
Scette frizone din 715

Sub Redbad⁠(fr)[traduceți], s-au purtat principalele lupte dintre franci și frizoni. În 690, francii, conduși de Pepin de Herstal, au fost victorioși în bătălia de la Dorestad⁠(en)[traduceți]. Deși consecințele acestei lupte nu sunt clare, Dorestad a revenit sub conducere francă, așa cum a fost și cu orașele Utrecht și Fechten. Se presupune că influența francilor a ajuns acum pe zona litorală la sud de Rin, dar acest lucru nu este foarte clar, deoarece influența frizonilor peste zona centrală a fluviului nu a fost în întregime pierdută. În orice caz, a existat o episcopie sau arhiepiscopie frizonă fondată pentru Willibrord și o căsătorie a fost realizată între Grimoald cel Tânăr⁠(fr)[traduceți], fiul lui Pepin, și Thiadsvind⁠(fr)[traduceți], fiica lui Redbad, în 711.

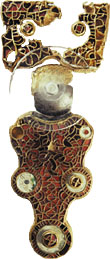
Fibulă din secolul al VII-lea

După ce Pepin a murit, în 714, Redbad a profitat de lupta pentru succesiune dintre franci și a recâștigat sudul Friziei. El a încheiat un tratat cu nobilul franc din palat Ragenfrid⁠(en)[traduceți], astfel încât în 716 armatele sale ar fi intrat în regatul franc până la Köln, în cazul în care aceștia au fost victorioși în Bătălia de la Köln. Armata s-a reîntors cu o uriașă pradă de război. Redbad a făcut planuri de a invada imperiul francilor pentru a doua oară și a mobilizat o armată mare, dar înainte de a putea face acest lucru, s-a îmbolnăvit și a murit în toamna anului 719.
Nu este sigur cine a fost succesorul lui Redbad. Se crede că au existat probleme cu succesiunea, deoarece adversarul său franc, Carol Martel, a putut invada cu ușurință Frizia și să subjuge țara. Rezistența a fost atât de slabă încât Carol Martel nu numai a anexat Frizia de la sud de Rin, dar, de asemenea, a traversat Rinul și a anexat în continuare malurile râului Vlie.

#### Poppo
În 733, Carol Martel a trimis o armată împotriva frizonilor, care au fost împinși înapoi la Eastergoa, una dintre domeniile de graniță. În anul următor, în 734, Carol a transportat o armata cu o flotă care i-a permis să navigheze până la Boarn. Frizonii au fost învinși în lupta care a urmat, ce a rămas în istorie ca bătălia de pe râul Boarn. În timpul bătăliei, regele lor, Poppo⁠(en)[traduceți], este ucis. Învingătorii au început jefuirea și arderea sanctuare păgâne.

### După cucerirea francă
După bătălia de la Boarn din 734, francii au anexat terenurilor Friziei dintre Vlie și Lauwers. Ei au cucerit zona de la est de Lauwers în 785, când Carol l-a învins pe Widukind. Carolingieni au pus Frisia sub conducerea unui grewan, un titlu care a fost aproximativ egal cu „guvernator”, mai degrabă decât „stăpân feudal”. Lex Frisionum⁠(en)[traduceți], „Codul legii frizonilor” a fost înregistrat în latină în timpul domniei lui Carol.